# Charles Willeford
Œuvres principales
- Miami Blues
- Combats de coqs
- Une fille facile

Charles Willeford est un écrivain américain, né le 2 janvier 1919 à Little Rock dans l'Arkansas aux États-Unis et mort le 27 mars 1988 à Miami en  Floride aux États-Unis. Romancier, poète, critique littéraire, il est surtout connu pour sa série de romans ayant pour personnage central Hoke Moseley.

## Biographie
Charles Willeford est né à Little Rock dans l'Arkansas le 2 janvier 1919. 
Après le décès de son père en 1922 à la suite de la tuberculose, il déménage avec sa mère à Los Angeles en Californie. Après le décès de sa mère en 1927, il vit avec sa grand-mère. Pendant la Grande Dépression, à douze ans, estimant qu'il était un poids trop lourd pour la vieille dame, il fugue et erre à travers le pays pendant deux années. Cette période de sa vie est racontée dans son deuxième livre autobiographique I was looking for a street traduit en français sous le titre Je cherchais une rue.
Il s'engage dans l'armée à l'âge de seize ans en mentant sur son âge. Il est d'abord affecté à la Garde Nationale de Californie puis dans l'armée américaine. Il sert pendant deux ans aux Philippines, étant tour à tour chauffeur de camion anti-incendie, chauffeur de camion-citerne puis cuisinier. Il est rendu à la vie civile à la fin de l'année 1938 et réengagé en mars 1939 au sein de la cavalerie américaine stationnée à Presidio de Monterey. Il y apprend à monter à cheval. Cette période de sa vie est racontée dans son premier livre autobiographique Something about a soldier.
En 1942, il se marie à Lara de Bell Fridley avant d'être stationné à Fort Benning en Géorgie à l'école d'infanterie. Pendant la Seconde Guerre mondiale, il est envoyé en Europe en tant que commandant de char où il se distingue, obtenant notamment la Silver Star. Willeford est à nouveau enrôlé en 1945 pour un mandat de trois ans. Il a été affecté à Kyūshū, au Japon, de 1947 à 1949. Il publie en 1947 et 1948 deux recueils de poésie. De retour aux États-Unis, il divorce en 1949 et quitte l'armée la même année. Il commence à étudier les Beaux-Arts à Lima au Pérou avant d'être renvoyé car ayant menti sur ses diplômes. 
En 1949, il se réengage dans l'Armée de l'Air. Il est affecté à la Hamilton Air Force Base de Novato en Californie qu'il quitte en 1952. Il se marie avec Mary Jo Norton et déménage à Birmingham dans l'Alabama. 
En 1953, son premier roman, The High Priest of California, est publié. Il s'engage à nouveau en 1954, d'abord sur la Palm Beach Air Force Base à West Palm Beach puis la Harmon Air Force Base dans la province du Terre-Neuve-et-Labrador. Il quitte définitivement l'armée en 1956.
Après sa retraite de l'armée, Charles Willeford enchaîne les différents emplois. Il devient boxeur, animateur radio, acteur, entraîneur de chevaux. Il en profite également pour reprendre ses études et sera diplôme de l'université de Miami en 1962 puis 1964, ce qui lui ouvre les portes pour devenir professeur. Il enseignera les sciences humaines puis la philosophie et l'anglais à partir de 1967 et ce jusqu'en 1985. Il travaille également un temps pour le magazine Alfred Hitchcock's Mystery Magazine et est critique littéraire pour le Miami Herald.
En 1962, l'auteur sort Cockfighter, livre sur lequel il travaillera à une adaptation pour le cinéma qui se réalisera en 1974. Il divorce en 1976 et se remarie en 1981 avec Betsy Poller. 
En 1984, il publie Miami Blues, un roman mettant en scène Hoke Moseley, un étonnant policier désabusé dans une Floride en pleine mutation, coloré et luxuriante, loin de l'image caricaturale de la région pour riches retraités américains d'alors. Ce roman fut porté à l'écran par George Armitage. Face au succès, son éditeur lui commande une suite. Ce sera la saga de l'inspecteur Hoke Moseley qui comptera quatre titres et sera son plus large succès littéraire. Pour le dernier titre, il obtient une avance de 225,000 $, mais il décède une semaine après la sortie du livre. Le cinquième opus, Grimhaven, ne verra jamais le jour.
Charles Willeford décède dans sa soixante-neuvième année, le 27 mars 1988. Il laisse derrière lui seize romans, de nombreux poèmes et trois livres autobiographiques.
Au cours de sa carrière, Charles Willeford a dû, à la demande de ses différents éditeurs, changer le titre de ses romans aux États-Unis. Certains ont par la suite été republiés sous le titre choisi par l'auteur. Non traduit en France, The Whip Hand, de W. Franklin Sanders, est une œuvre de Charles Willeford. Pour la première version américaine de The Hombre from Sonora, le pseudonyme de Will Charles a été utilisé, avant de revenir au nom de l'auteur puis au titre originel, The difference.

## Œuvre

### Romans de la série Hoke Moseley
- Miami Blues (1984) Publié en français sous le titre Miami Blues, Paris, Rivages/Thriller, 1989, réédition Rivages/Noir no 115, 1991, traduction de Danièle et Pierre Bondil.
- New hope for the dead (1985) Publié en français sous le titre Une seconde chance pour les morts, Paris, Rivages/ Thriller 1990, réédition Rivages/Noir no 123, 1992, traduction de Danièle et Pierre Bondil.
- Sideswipe (1987) Publié en français sous le titre Dérapages, Paris, Rivages/Noir no 192, 1994, traduction de Danièle et Pierre Bondil.
- The Way we die now (1988) Publié en français sous le titre Ainsi va la mort, Paris, Rivages/Noir no 213, 1995, traduction de Danièle et Pierre Bondil.

### Autres romans
- High Priest of California (1953) Publié en français sous le titre Les Grands Prêtres de Californie, Paris, Rivages/Noir, no 365, 2000, traduction de Danièle et Pierre Bondil.
- Pick-Up (1955) Publié en français sous le titre Une fille facile, Paris, Rivages/Noir no 86, 1990, traduction de Freddy Michalski.
- The Black mass of brother Springer ou Honey Gall (1958) Publié en français sous le titre La Messe noire du frère Springer, Paris, Rivages/Noir, no 392, 2001, traduction de Danièle et Pierre Bondil.
- Lust is a Woman, titre original Made in Miami (1958)
- The Woman Chaser, titre original The Director (1960)
- Understudy for Love (1961)
- No Experience Necessary, titre original Nothing Under the Sun (1962)
- Cockfighter (1962) Publié en français sous le titre Combats de coqs, Paris, Rivages/Écrits noirs, 1995 réédition Rivages/Noir, no 492, 2003, traduction de Danièle et Pierre Bondil.
- The Burnt Orange Heresy (1971) Publié en français sous le titre Hérésie, Paris, Rivages/Noir, no 99, 1990, traduction de Jean Esch.
- The Hombre from Sonora, titre original The Difference (1971) Publié en français sous le titre La Différence, Paris, Rivages/Noir, no 626, 2006, traduction de Marlène Bondil.
- The Shark Infested Custard (1993), autre titre Kiss Your Ass Good-Bye Publié en français sous le titre L'Île flottante infestée de requins, Paris, Rivages/Thriller 1996, réédition Rivages/Noir no 392, 2001, traduction de Danièle et Pierre Bondil.

Deliver me from Dallas, 2001 (Dennis McMillan Publications, Tucson)

### Recueils de nouvelles
- The Machine in Ward Eleven (1963) Publié en français sous le titre La Machine du pavillon 11, Paris, Rivages/Noir no 742, 2009, traduction de Christophe Mercier.

### Poésie
- The Outcast Poets (1947)
- Proletarian Laughter (1948)
- Poontang and Other Poems (1967)

### Autres publications
- A Guide for the Undehemorrhoided (1977)
- Off the Wall (1980)
- New Forms of Ugly: The Immobilized Hero in Modern Fiction (1987)
- Everybody's Metamorphosis (1988)
- Cockfighter Journal: The Story of a Shooting (1989)

### Bande dessinée
- La Différence (2013), d'après le roman The Hombre from Sonora (1971), scénario de Didier Daeninckx et dessin de Mako, Paris, Casterman, Rivages/Casterman/Noir (2013).

### Sous le pseudonyme de W. Franklin Sanders
- The Whip Hand (1961Gold Medal paperbacks) aurait en fait été co-écrit par Charles Willeford et est d'ailleurs reparu en 2001, dans une version différente, sous le titre Deliver me from Dallas !, avec comme nom d'auteur Charles Willeford (Dennis McMillan Publications, © 2001 by Betsy Willeford, préface explicative de Jesse Sublett).

### Autobiographie
- Something About a Soldier (1986)
- I Was Looking for a Street (1988) Publié en français sous le titre Je cherchais une rue, Paris, Rivages/Noir no 826, 2011, traduction de Ludivine Bouton-Kelly.
- Cockfighter Journal: The Story of a Shooting (1989)

## Filmographie

### Adaptations
- 1974 : Cockfighter, film américain réalisé par Monte Hellman, d'après le roman Cockfighter, avec Warren Oates.
- 1990 : Le Flic de Miami (Miami Blues), film américain réalisé par George Armitage, d'après le roman Miami Blues, avec Alec Baldwin, Fred Ward et Jennfier Jason Leigh.
- 1999 : The Woman Chaser, film américain réalisé par Robinson Devor, d'après le roman The Woman Chaser, avec Patrick Warburton.

### Acteur
- Cockfighter (1974), de Monte Hellman : Ed Middleton.
- Thunder and Lightning, Un coktail explosif en vf, (1977), de Roger Corman : un barman.

## Sources
- Claude Mesplède (dir.), Dictionnaire des littératures policières, vol. 2 : J - Z, Nantes, Joseph K, coll. « Temps noir », 2007, 1086 p. (ISBN 978-2-910-68645-1, OCLC 315873361), p. 1026.